# Billy Wirth
William E. "Billy" Wirth est un acteur, producteur, réalisateur et scénariste américain né le 23 juin 1962 à New York (États-Unis).

## Biographie
Wirth est le fils d'un père avocat et d'une mère artiste. Ses grands-parents paternels étaient des immigrants juifs russes. Sa mère, née dans l'Iowa, avait des ancêtres amérindiens,  anglais, écossais et irlandais. 
Il était étudiant à la Collegiate School , où il était un camarade de classe du musicien John Hermann ,  et a fréquenté l'Université Brown , où il a été découvert par la photographe Karen Michele,  alors qu'ils étaient tous les deux adolescents. . Karen Michele a poursuivi sa carrière dans la photographie et Billy a utilisé les premières photos prises par Karen pour entamer une carrière de mannequin à New York.  Il a déménagé en Californie dans les années 1980 pour poursuivre une carrière d'acteur, qui a commencé avec un rôle dans le long métrage de 1985, Seven Minutes in Heaven . Son interprétation du rôle de Dwayne dans The Lost Boys a suivi et il a décroché un rôle principal dans le film War Party de 1988 .
Wirth a continué à jouer, travaillant à la fois au cinéma et à la télévision, apparaissant par exemple dans le film Body Snatchers d' Abel Ferrara en 1993 , ainsi que dans Sex and the City et CSI . Il a participé à la série télévisée American Gladiators , participant à la première saison de la série en 1989 et se qualifiant pour les demi-finales de la première mi-temps avant de tomber. 
Il est apparu dans la vidéo officielle d' Electric Crown du groupe de thrash metal Testament en 1992.
Il a également joué dans Charmed dans le rôle de Matthew Tate. Depuis 1999, il écrit, réalise et produit des films indépendants. Son travail de réalisation, d'écriture et de production de son film MacArthur Park de 2001 lui a valu plusieurs nominations. En plus de son travail dans l'industrie cinématographique, Wirth est musicien et artiste. 

## Filmographie

### Comme acteur
- 1985 : Seven Minutes in Heaven de Linda Feferman : Zoo Knudsen
- 1987 : Nothing in Common (série TV) : Joey D.
- 1987 : Génération perdue (The Lost Boys) : Dwayne
- 1988 : War Party (en) de Franc Roddam : Sonny Crowkiller
- 1988 : Un flic dans la mafia (Wiseguy) (TV) : Eddie Tempest
- 1990 : Parker Kane (TV) : Jesse
- 1992 : Who Killed the Baby Jesus : Travis Adams
- 1992 : Red Shoe Diaries (TV) : Thomas K. Butler, the Workman
- 1993 : Pointcritique (Final Mission) (vidéo) : Tom Waters
- 1993 : Body Snatchers, l'invasion continue (Body Snatchers) : Tim Young
- 1994 : The Fence : Terry Griff
- 1994 : Consentement judiciaire (Judicial Consent) : Martin
- 1995 : Venus Rising : Nick
- 1995 : Avec ou sans hommes (Boys on the Side) : Nick
- 1995 : La Croisée des destins (Children of the Dust) (TV) : Corby / White Wolf
- 1996 : Space Marines (en) de John Weidner : Zack Delano
- 1996 : Starlight : Kieran
- 1997 : Last Lives : Malakai
- 1998 : Relax... It's Just Sex : Jared Bartoziak
- 1998 : Charmed : Matthew Tate
- 1999 : Kismet : Fantasy guy
- 1999 : Me and Will : Charlie
- 2001 : Reunion de Leif Tilden et Mark Poppi : Brad
- 2002 : Looking for Jimmy : Billy
- 2004 : The Drone Virus : Stephen Roland
- 2004 : The Talent Given Us : Billy
- 2005 : Seven Mummies : Travis
- 2015 : Chicago Police Department (série TV) : Charlie Pugliese
- 2015 : Alto : Caesar Bellafusco

### Comme producteur
- 2001 : MacArthur Park

### Comme réalisateur
- 1999 : Kismet
- 2001 : MacArthur Park

### Comme scénariste
- 2001 : MacArthur Park